# Thuidium komarovii
Thuidium komarovii är en bladmossart som beskrevs av Savicz-ljubitskaya 1923. Thuidium komarovii ingår i släktet tujamossor, och familjen Thuidiaceae. Inga underarter finns listade i Catalogue of Life.